# Aspecto gramatical
En lingüística, el aspecto gramatical o aspecto verbal es una propiedad que poseen los verbos y las perífrasis verbales para señalar si la acción que expresan ha concluido o no en el instante de referencia indicado en la oración, es decir, se refiere a los diferentes estados del desarrollo de la acción expresada por el verbo.
Es un rasgo gramatical que se da en el interior del predicado. El predicado tiene no solo la idea de determinada acción o cualidad, sino también la de un modo de manifestación temporal de esta, es decir, el aspecto.
El aspecto gramatical está relacionado, pero no es idéntico, al aspecto léxico. Mientras que el aspecto gramatical de un predicado puede modificarse de diversas maneras, el aspecto léxico es una característica inherente a la semántica del verbo.

## Introducción
Aunque tanto el tiempo como el aspecto se refieren a la ordenación relativa de los acontecimientos, el tiempo tiene un carácter deíctico, mientras que el aspecto no. Así, el aspecto gramatical se diferencia del tiempo gramatical en que mientras el tiempo señala el momento en que algo ocurre respecto al instante actual (u otro evento de referencia), el aspecto especifica el tiempo interno de la acción o la fase de desarrollo o modificación de la misma que destaca sobre todas las demás.
En la conjugación regular se refleja el 'grado de terminación' del acontecimiento, esto es, si posee un aspecto perfecto o aspecto perfectivo, que señala la acción acabada (puntual, finita, completada) en el tiempo de que se trate, como el aspecto imperfecto o aspecto imperfectivo, que señala una acción inacabada (durativa, en curso de realización) en el tiempo externo de que se trate. La llamada conjugación perifrástica o por perífrasis expresa los otros matices de aspecto, menos importantes que estos.

## Aspecto gramatical en diversas lenguas
Hay una oposición aspectual básica y evidente: la que se da entre lo perfectivo y lo imperfectivo. Algunas lenguas, como las eslavas, incluso tienen formas verbales distintas para expresar esos aspectos en cada uno de los tiempos verbales.
A continuación, se exponen distintos aspectos que se emplean en distintas lenguas del mundo:
- Habitual: 'Yo paseo hasta mi casa desde el trabajo.' (todos los días) : 'Yo solía pasear hasta mi casa desde el trabajo.' (pasado habitual). Indica obviamente una acción recurrente repetida con cierta regularidad donde cierto período.
- Perfecto: 'He ido al cine.' 'Había llegado a casa.' Indica una acción o estado de cosas iniciado pero finalizado en el momento presente. Hace énfasis en el resultado presente de la acción (O si se usa el tiempo pluscuamperfecto, se alude el resultado de una acción anterior incluso a otra ya terminada).
- Perfectivo o Aoristo: 'Comí durante el mediodía.' La acción ya ha terminado. Se enuncia la acción como un simple punto en el tiempo; en ocasiones (como el aoristo griego) no tiene clara enunciación de terminación.
- Imperfecto: 'Iba al cine.' Indica una acción o estado de cosas, inconcluso en el momento de referencia de la oración. El imperfecto puede combinarse con el presente, el pasado o el futuro (que son los momentos de referencia) y el aspecto se referiría solo a la noción de "inacabado".
- Imperfectivo: 'Estamos yendo a casa.' (La acción todavía está en marcha.) Puede considerarse como una forma específica de imperfecto, indica no solo acción "inacabada" en general sino una "acción en progreso y todavía no acabada". El imperfecto no implica en general que la acción o el estado de cosas estuviera en proceso sino simplemente inacabada.
- Progresivo: 'Estoy comiendo.' 'Como'. 'Te llamaba para decirte que no voy.' Indica una acción que el momento de referencia indicado por el tiempo gramatical estaba en curso hacia su finalización.
- Prospectivo: 'Voy a comer de un momento a otro.'
- Inceptivo: 'Estoy empezando a comer.'
- Continuativo: 'Continúo pensando en ello.'
- Terminativo: 'Estoy terminando de comer.'
- Incoativo: 'Mi nariz se está poniendo roja.' (del frío)
- Cesativo: 'Estoy dejando de fumar.'
- Pausativo: 'Dejé de trabajar un rato.'
- Reanudativo: 'Sigo durmiendo.'
- Puntual: 'La bomba explotó.' '¿Cómo es que estás ya aquí, tú no llegabas a las 6?'
- Durativo: 'Se fue acumulando durante años.'
- Delimitativo: 'Dormí un rato.'
- Protractivo: 'La discusión seguía y seguía.'
- Iterativo: 'Leo los mismos libros una y otra vez.'
- Frecuentativo: 'Suelo ir a clase.'
- Experiencial: 'He ido a clase muchas veces.'
- Intencional: 'Escuché cuidadosamente.'
- Accidental: 'Me tropecé con la silla.'
- Genérico: 'Las manzanas crecen en árboles.'
- Intensivo: 'Deslumbraba.'
- Moderativo.
- Atenuativo.
- Aspecto causativo: 'El árbitro hizo repetir el lanzamiento.'
- Retrospectivo: 'Te estoy preguntando, ¿no me has oído?.' Indica que la acción representada por el verbo ya ha tenido lugar para el momento de la enunciación.[2]

En cuanto a la lista anterior, bastante exhaustiva, no todas las lenguas codifican morfológicamente esas diferencias aspectuales, frecuentemente mediante adverbios, adjuntos sintácticos o perífrasis se llegar a expresar la semántica de esos aspectos pero eso no constituye un aspecto gramatical, ya que la codificación de la semántica de la aspectualidad no es gramatical sin léxica.
Muy pocas lenguas diferencian los aspectos intencional y accidental. El bats, una lengua del Cáucaso, es una de ellas, y aplica esta diferencia aspectual solo en seis verbos. Compárese «so wodze» («Me caí accidentalmente») y «as wodze» («Me caí intencionadamente o por algo que yo hice»). En algunas lenguas, como el ruso, el aspecto está aún más marcado que el tiempo. El ruso emplea una morfología verbal en lugar de crear formas perifrásticas como el inglés. En el árabe se aprecia un contraste entre el aspecto dinámico y el estático.

### En lenguas indoeuropeas
Las lenguas indoeuropeas antiguas como el latín, el griego o el protogermánico tenían formas particulares de la raíz para indicar el aspecto. Esto parece remontarse al indoeuropeo clásico, donde habrían existido diversas formas de la raíz para cada aspecto, y las marcas de tiempo se sufijan entonces a dicha raíz marcada según el aspecto.
En español, como en las demás lenguas románicas, y algunas lenguas germánicas occidentales, la forma de marcar el aspecto perfecto es mediante un verbo auxiliar que usualmente es 'haber' o 'ser'. Esta manera de marcar el aspecto es una innovación surgida en el latín tardío que parece haberse extendido a algunas lenguas germánicas de la Europa occidental, como el inglés o el alemán.

### Inglés
En el inglés, el aspecto verbal imperfectivo en el tiempo pasado es marcado de forma perifrástica, ya sea con el auxiliar "ser" (was) seguido por otro verbo en gerundio ("singing" es expresado entonces como "was singing") o con otra forma perifrástica, dada mediante el verbo "used to" seguido por un infinitivo ("used to sing", solía cantar). No existe en inglés un tiempo verbal imperfecto de por sí, como en el español. Sí existe, en cambio, la forma pasada perfectiva "cantó", como se ve en los participios pasados "sang" o "has sung".

#### Inglés afroamericano
En el uso del llamado BEV/AAVE (Black English Vernacular/African-American Vernacular English) o inglés nativo de la mayoría de los afroamericanos en los Estados Unidos, el aspecto imperfectivo está marcado por la partícula be. En esta variedad lingüística, "cantaba" se dice "I be singing", expresión que sería agramatical en inglés estándar.  Este fenómeno ha sido estudiado por primera vez en estudios sociolingüísticos del habla de los Gullahs, grupo étnico que vivía en varias islas costeras de Carolina del Sur y Georgia. El aislamiento geográfico de ese lugar, antiguo puerto de tráfico de esclavos procedentes de África, junto con la segregación racial, contribuyeron a preservar formas gramaticales y léxicas provenientes de aquel continente [cita requerida], las cuales a través del tiempo han ido mezclándose con el inglés y han pasado a ser parte del uso general de la población de esa etnia en el resto de los Estados Unidos. Entre ellas, la partícula proveniente de dialectos africanos bin, que opera como un auxiliar junto al verbo para expresar una acción que el hablante percibe como no completada, pasó a asimilarse morfológicamente con el léxico be del inglés estándar.

### En lenguas semíticas
En lenguas semíticas, la conjugación verbal se basa más en el aspecto que en el tiempo. Eso significa que muchas veces el tiempo no está indicado explícitamente, sino que se deduce del contexto y de las marcas de aspectos de la oración. En caso de ambigüedad pueden introducirse adverbios de tiempo para especificar más concretamente si se habla del pasado, presente o futuro.

### En chino
El chino usa un clítico le (了), que históricamente deriva del verbo lái (来) ‘venir’. En chino moderno dicha partícula ocupa una posición posterior al verbo. Como puede verse en (1a) y (1b) el chino no suele marcar el tiempo gramatical sobre el verbo, sino que dicha información está en los adverbios de tiempo. La marca de perfecto se aplica tanto al pasado (1a) como al futuro:
(1a) Wŏ zuótiān xià le kè yĭhòu qù kàn diànyĭng
我昨天下了课以后去看电影
yo ayer acabar PERF lección ir ver película
'Ayer, cuando acabó la clase, fui a ver una película'
(1b) Wŏ míngtiān xià le kè yĭhòu qù kàn diànyĭng
我明天下了课以后去看电影
yo mañana acabar PERF lección ir ver película
'Mañana, cuando acabe la clase, iré a ver una película'